# Conrad Electronic

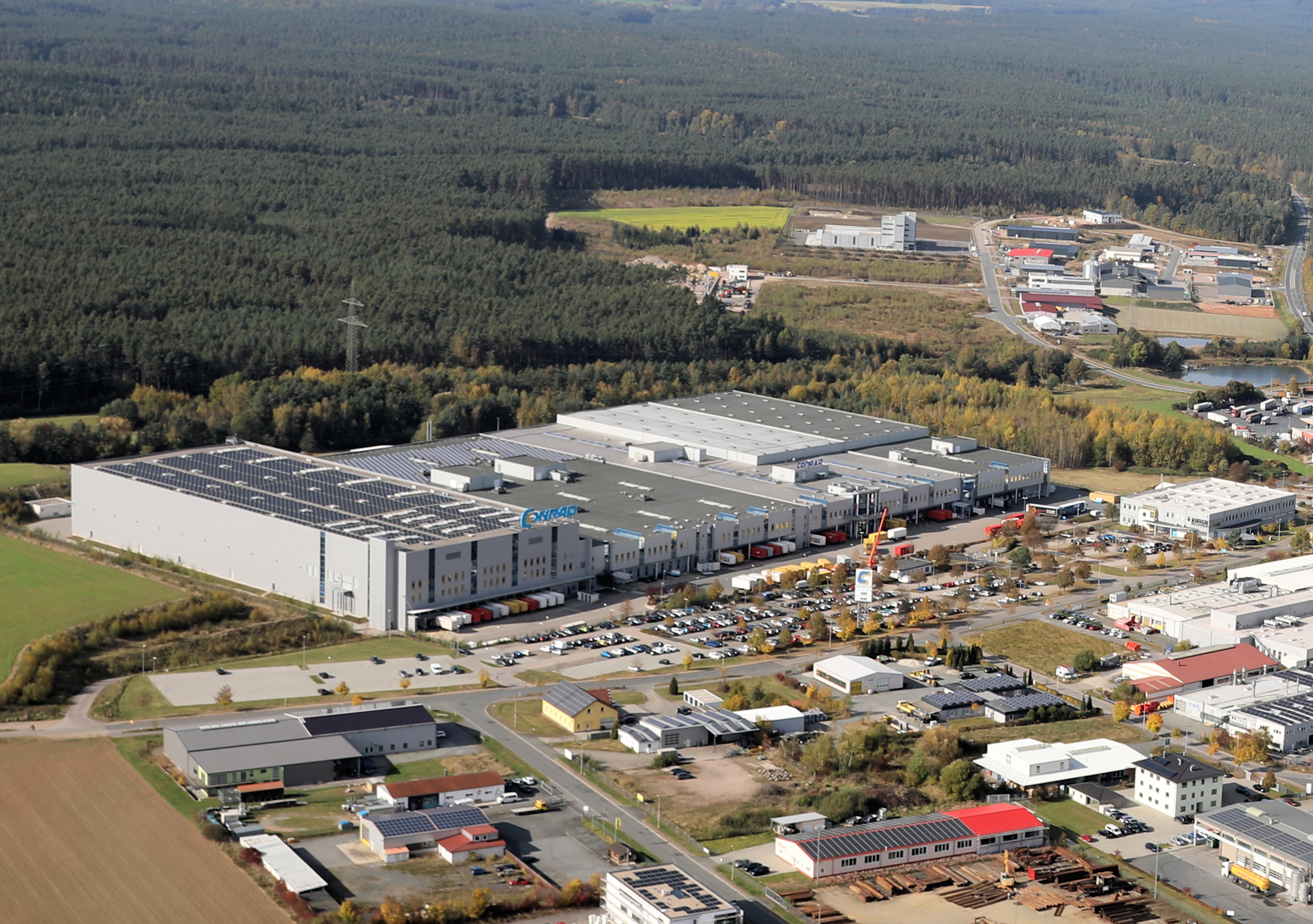
Conrad-Electronic-Filiale und -Logistikzentrum in Wernberg-Köblitz (2021)

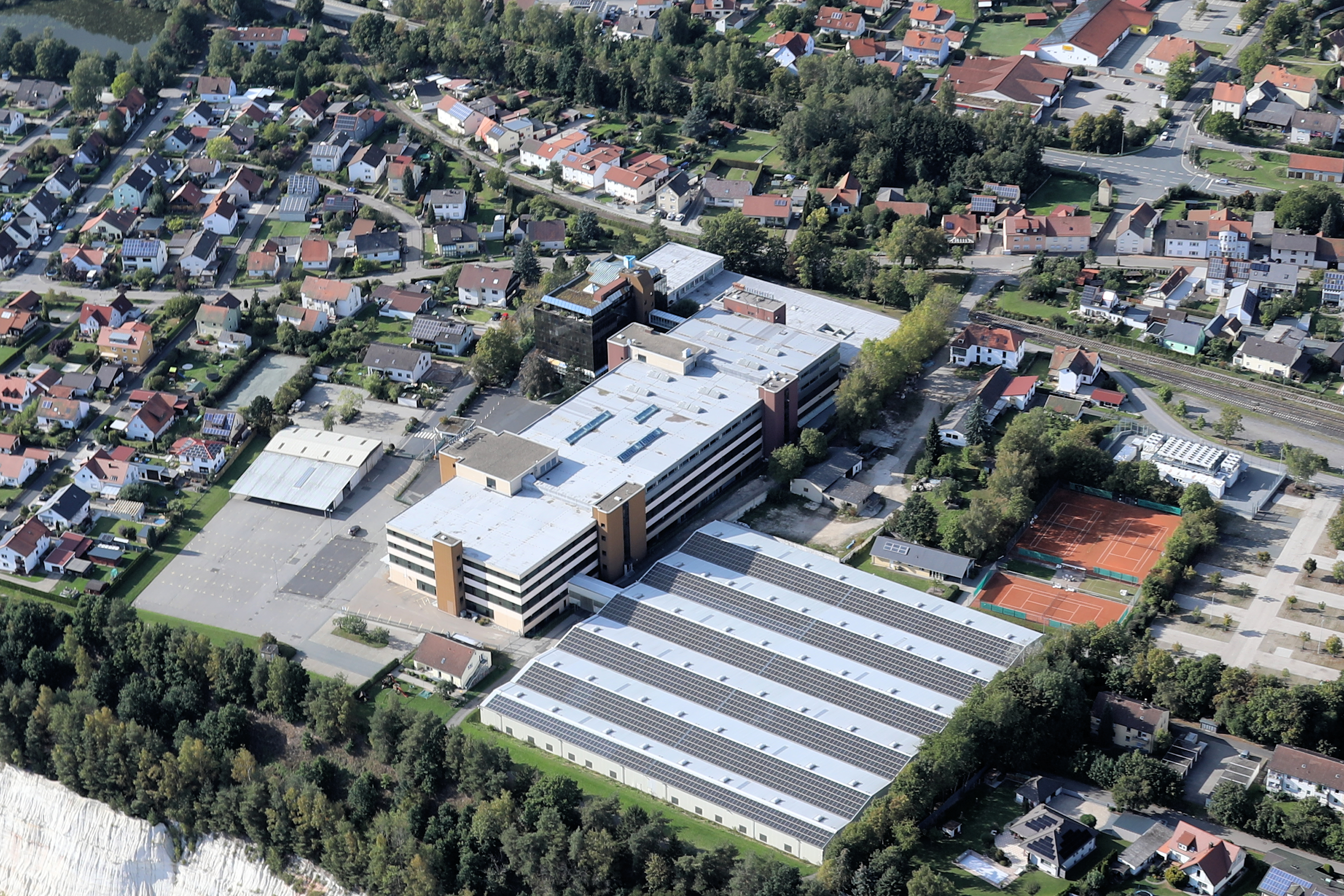
Hauptsitz von Conrad-Electronic in Hirschau (2023)

Die Conrad Electronic SE ist ein deutsches Familienunternehmen im Elektronikhandel, das eine digitale Beschaffungsplattform für technischen Bedarf im Distanzhandel (überwiegend online) sowie via eigenem Vertriebsteam Produkte und Services betreibt. Der Hauptsitz befindet sich in Hirschau.

## Geschichte
Max Conrad gründete das Unternehmen im Jahr 1923 in Berlin und verkaufte zunächst Bauteile für Radiogeräte.
Werner Conrad, der die Geschäfte des Vaters übernahm, veröffentlichte 1930 den ersten Conrad-Katalog mit Radio- und Fernsehzubehör sowie Fotoapparaten. 1946 verlegte Werner Conrad den Firmensitz nach Hirschau in die Oberpfalz.
Klaus Conrad, Sohn von Werner Conrad, trat 1954 in das Unternehmen ein. Er eröffnete sogenannte Technische Kaufhäuser in Bayern als Vorläufer der Conrad-Filialen. Auch den Versandhandel baute er weiter aus. 1977 versandte Conrad 1000 Pakete pro Tag. Voraussetzung hierfür war die Einführung der ersten EDV-Anlage, die eine mechanische Adressverwaltung ablöste.
1995 wurde das Logistikzentrum in Wernberg-Köblitz in der Oberpfalz infolge der steigenden Nachfrage im Versandhandel gebaut. 2004 und 2014 wurde das Logistikzentrum weiter ausgebaut.
Ab 1997 leitete Werner Conrad (Junior) das Familienunternehmen in vierter Generation. Im gleichen Jahr ging der Conrad Online-Shop conrad.de mit 30.000 Produkten online.
Seit 2008 gehört zur Conrad Unternehmensgruppe auch die Nürnberger Re-In Retail International GmbH, die mit Verschmelzungsvertrag vom 5. Juli 2023 auf die RE-INvent Retail GmbH (vormals Conrad Connect GmbH), Nürnberg verschmolzen wurde und die die Online-Shops voelkner.de, digitalo.de und smdv.de betreibt. Alleiniger Gesellschafter der RE-INvent Retail GmbH ist die Conrad Electronic SE, Hirschau.
Am 4. Dezember 2013 kaufte Conrad Electronic den insolventen Onlineversender getgoods.de und schloss dessen Standort Frankfurt (Oder). Die Marken getgoods.de und hoh.de wurden weitergeführt; Ende 2015 wurde die get-it-quick GmbH, unter der diese Marken geführt wurden, geschlossen.
Seit 1998 hat Conrad Electronic sein B2B-Geschäft ausgebaut: Um verstärkt Geschäftskunden anzusprechen, ist 1998 Conrad Business Supplies gegründet worden. 2013 erwarb die Conrad Unternehmensgruppe SOS Electronic und Rapid Electronics; die Akquisition war Bestandteil der Conrad Business Supplies Strategie. 2017 wurde der Conrad B2B Marketplace gestartet, über den auch andere Händler und Hersteller Produkte verkaufen können. 2020 wurde mit der Conrad Sourcing Platform eine Beschaffungsplattform für den technischen Bedarf von Geschäftskunden eingeführt. 2022 stammten 70 bis 75 Prozent des Jahresumsatzes aus dem B2B-Geschäft.
Seit Anfang 2024 gehört das Unternehmen Electronic Direct, dessen Schwerpunkt auf der Sonderbeschaffung von elektronischen Bauteilen liegt, zur Conrad Gruppe.

## Unternehmensprofil
Die Conrad Electronic SE ist eine hundertprozentige Tochter der Conrad Holding SE, die wiederum zu einhundert Prozent als Familienunternehmen von der Familie Conrad geführt wird. Die Conrad Electronic SE ist eine rein in Deutschland operativ tätige Handelsgesellschaft sowie Marktplatzbetreiber in Deutschland und Österreich. Geschäfte im europäischen Ausland werden über internationale Gesellschaften der Conrad Gruppe abgewickelt.
Conrad ist seit 2022 auch mit einem Online-Marktplatz in den Niederlanden aktiv. 2023 folgte ein Marktplatz für den italienischen B2B-Markt.
Ralf Bühler ist seit dem 1. Januar 2021 Geschäftsführer der Conrad Electronic SE.
Weltweit beschäftigt die Unternehmensgruppe Conrad Electronic mehr als 2.300 Mitarbeiter. Der Elektronikhändler ist nach eigenen Angaben in 17 europäischen Ländern aktiv.
Conrad Electronic ist Inhaber einiger Marken: Voltcraft, Toolcraft, Renkforce, TRU Components, Sygonix und Reely sowie SpeaKa und Basetech.

## Filialen

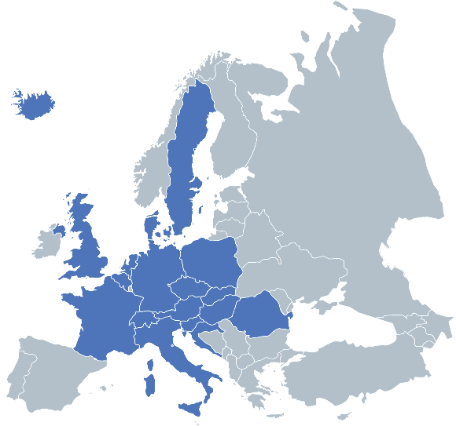
Länder, in denen Conrad Electronic aktiv ist

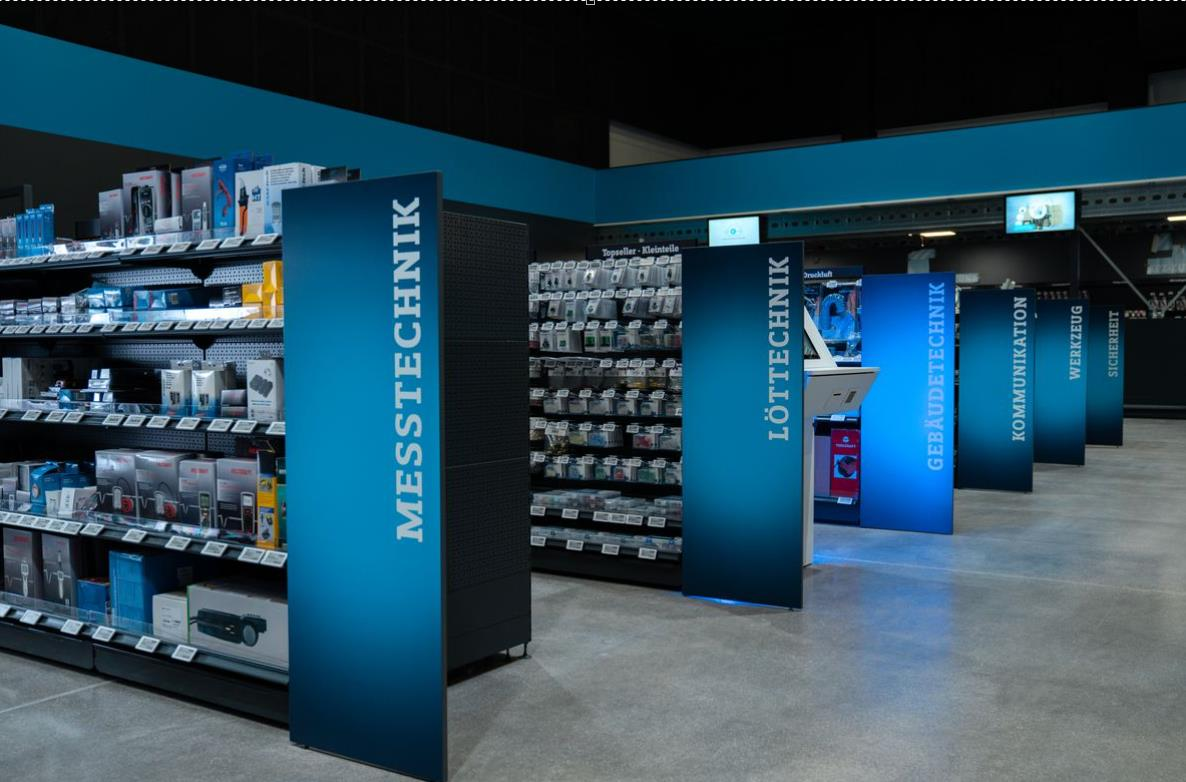
Profistore in Hürth

Neben dem Versandhandel betrieb Conrad bis 2022 mehrere Filialen für Privatkunden in Deutschland, Österreich und der Schweiz. Die zwei Filialen in der Schweiz wurden bis Ende September 2021 geschlossen. Vier der fünf österreichischen Filialen schlossen zum Jahresende 2022. Im April 2022 gab Conrad bekannt, die Filialen für Privatkunden zu schließen, mit Ausnahme der Filiale in Wernberg-Köblitz, Bayern. In Österreich ist der Conrad Megastore Linz weiter in Betrieb. Als Grund für die Filialschließungen nannte das Unternehmen den Trend, dass Privatkunden weniger im stationären Handel und stattdessen vermehrt online einkaufen. Privatkunden könnten aber nach wie vor online über conrad.de einkaufen.
Der Fokus von Conrad liegt seit mehreren Jahren auf dem B2B-Geschäft. Neben dem Online-Marktplatz betreibt das Unternehmen auch sogenannte Profistores für Geschäftskunden. Die erste B2B-Filiale wurde am 1. Juli 2020 in Hürth eröffnet. Weitere B2B-Filialen befinden sich in Mannheim und Regensburg.

## Online-Handel
Das Sortiment für Geschäftskunden auf der Conrad Sourcing Platform umfasst neun Millionen Produktangebote (Stand 2023).
Das Sortiment für Privatkunden umfasst 800.000 Artikel (Stand 2023), darunter Produkte aus den Bereichen PC-Technik, Telefonie, HiFi, Haustechnik, Bauelemente, Modellbahn und Modellbau, Unterhaltungselektronik, Bürotechnik, Kfz-Technik, Navigation, Car-HiFi, Sicherheitstechnik, Installationstechnik, Akkus, Batterien, Ladegeräte, Werkzeug, Löttechnik, Elektronik und Messtechnik.
Conrad Electronic versendete 2023 durchschnittlich 50.000 Pakete pro Tag.

## Conrad Connect
Conrad Connect war eine 2016 ins Leben gerufene IoT-Plattform. Die Plattform sollte kleine und mittelständische Unternehmen bei der Automation, Überwachung und Optimierung ihrer Prozesse durch Vernetzung von smarten Geräten, Services und Apps unterstützen.
Die Privatanwender konnten ihre smarten Geräte oder Dienste verschiedener Hersteller miteinander vernetzen. So konnten z. B. Automationen mit vielen nicht miteinander kompatiblen smarten Geräten erstellt werden.
Im Sommer 2021 wurden die Preise für die Nutzung der Plattform stark gesenkt: Der Preis des Premium-Pakets sank von 6 auf 2 Euro und der des Power-Pakets von 25 auf 5 Euro. Im November 2021 kündigte Conrad Electronic die Einstellung des Dienstes zum 16. Dezember 2021 an, was dann auch geschah.

## Kritik
2015 wurde Kritik im Zusammenhang mit unlauterem Wettbewerb in Hinblick auf Mydealz laut. Conrad Electronic wurde vorgeworfen, mit sogenannten Fake-Accounts Eigenwerbung betrieben zu haben. Zeitweise wurde Conrad deswegen als Händler auf der Plattform gesperrt. Conrad entschuldigte sich und versicherte, dass es sich um die Aktionen eines einzelnen Mitarbeiters gehandelt habe. Mittlerweile ist die Sperrung aufgehoben.